# Monaster św. Mikołaja w Wierchoturju
Monaster św. Mikołaja – prawosławny męski klasztor w Wierchoturju, w jurysdykcji eparchii jekaterynburskiej Rosyjskiego Kościoła Prawosławnego.

## Historia
Najstarsze wzmianki o klasztorze przetrwały w gramotach cara Borysa Godunowa z 1604 i 1605. Za twórcę monasteru uważa się hieromnicha Jonasza, który został także jego pierwszym przełożonym i pełnił tę funkcję do swojej śmierci (przed 1615). W 1605 na terenie monasteru powstała cerkiew św. Mikołaja z drugim ołtarzem Świętych Borysa i Gleba.

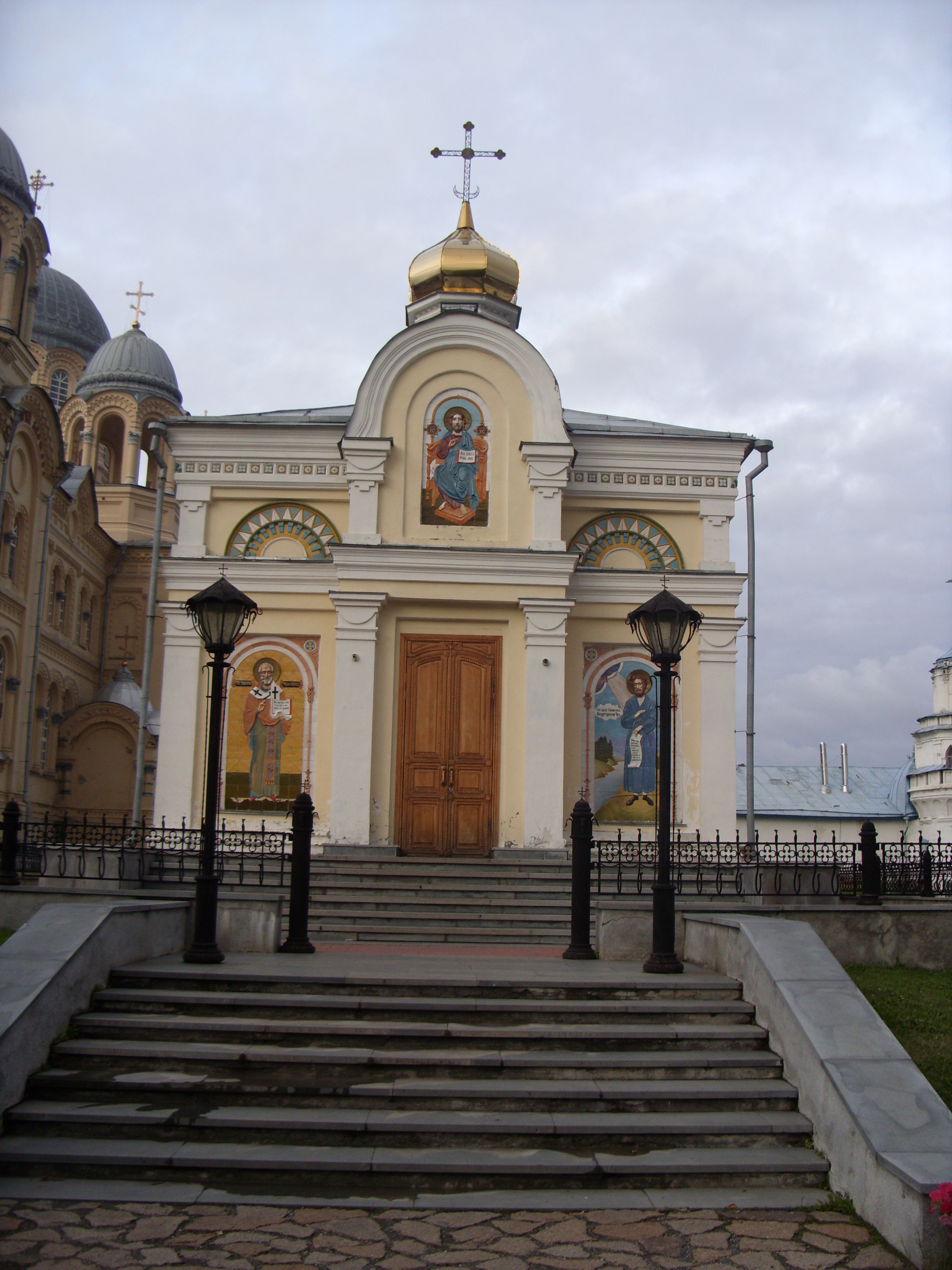
Cerkiew św. Mikołaja

Na prośbę hieromnicha Jonasza Borys Godunow udzielił wspólnocie pomocy materialnej, przekazując fundusze oraz dary w postaci ksiąg, szat i utensyliów liturgicznych, jak również polecił wojewodzie wierchoturskiemu zapewnić ekonomiczne podstawy funkcjonowania klasztoru. W 1608 car przekazał klasztorowi fragment państwowego lasu pod budowę nowych obiektów monasterskich. W 1621 w monasterze przebywało ośmiu mnichów, w 1672 było ich dziewiętnastu. W 1763 do wspólnoty należało 763 chłopów. 
Na początku XVIII w. w monasterze wzniesiono nową cerkiew Opieki Matki Bożej, w której od 1704 dla kultu wystawione były relikwie mnicha Symeona Wierchoturskiego. W 1738 została ona rozebrana i wzniesiona na nowo na terenie żeńskiego klasztoru w Wierchoturju. W tym samym roku w monasterze miało miejsce otwarcie budowanego od 1712 nowego głównego soboru, którego patronem został św. Mikołaj. W planach gubernatora tobolskiego Gagarina i metropolity tobolskiego i syberyskiego Filoteusza monaster miał stać się znaczącym centrum misyjnym. Archimandryta Sylwester z klasztoru wierchoturskiego w I połowie XVIII w. prowadził działalność tego typu wśród rdzennych ludów Syberii, doprowadzając (według raportów własnych) do przyjęcia prawosławia przez ponad 4 tys. osób. W 1764 monaster w Wierchoturju został zaliczony do klasztorów III klasy. W roku tym w monasterze przebywało ośmiu mnichów, zaś dwadzieścia lat później już tylko trzech mnichów i sześciu posłuszników. W końcu XVIII w. klasztor był już poważnie zaniedbany, a zamieszkujący w nim biali duchowni prowadzili gorszący tryb życia. W latach 1804–1818 przełożeni monasteru łączyli swoje obowiązki z zadaniami rektorów seminarium duchownego w Permie i rzadko przebywali w Wierchoturju.  

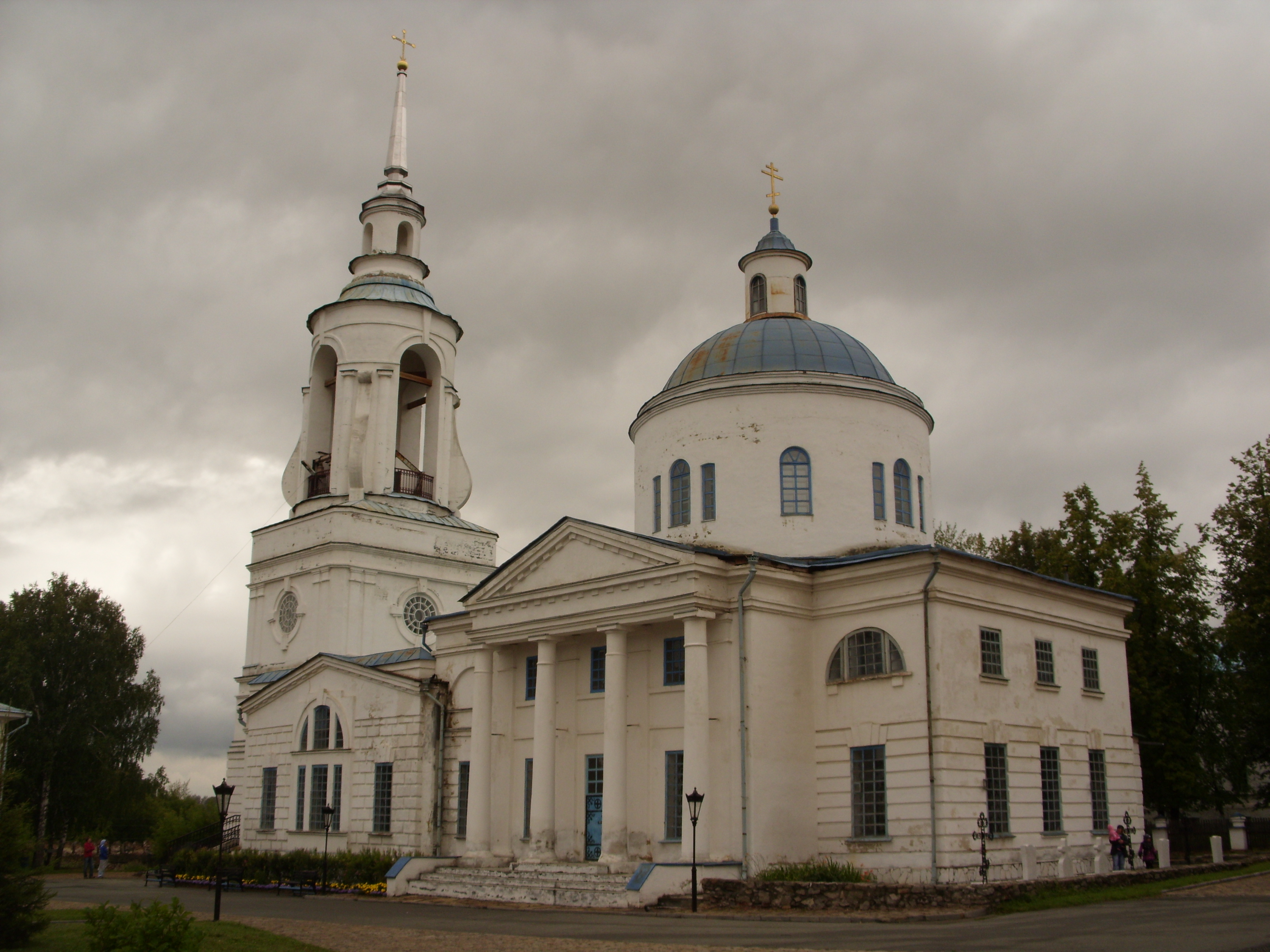
Cerkiew Przemienienia Pańskiego

Znaczące zmiany w funkcjonowaniu wspólnoty zaszły od trzeciej dekady XIX w., gdy kierujący wspólnotą archimandryta Atanazy zrezygnował ze stanowiska rektora, pragnąc skupić się wyłącznie na nadzorowaniu życia monasterskiego. Klasztor stał się ważnym ośrodkiem pielgrzymkowym dzięki rozwojowi kultu Symeona Wierchoturskiego, któremu Cerkiew przypisuje ponad 200 uzdrowień. W latach 1821–1834 w monasterze powstała cerkiew Przemienienia Pańskiego, w latach 30. XIX w. przeprowadzono remont cerkwi św. Mikołaja, w 1856 nad bramą wjazdową do klasztoru powstała cerkiew Świętych Symeona i Anny, zaś w 1870 na cmentarzu mnichów wzniesiono cerkiew św. Neofita, dla uczczenia pamięci pochowanego w klasztorze dwa lata wcześniej arcybiskupa permskiego Neofita. W 1889 wzniesiono ponadto nowy budynek mieszkalny dla mnichów, w latach 1892–1894 – hotel, zaś w 1910–1914 dodatkowy drewniany barak przeznaczony dla 500 pielgrzymów.

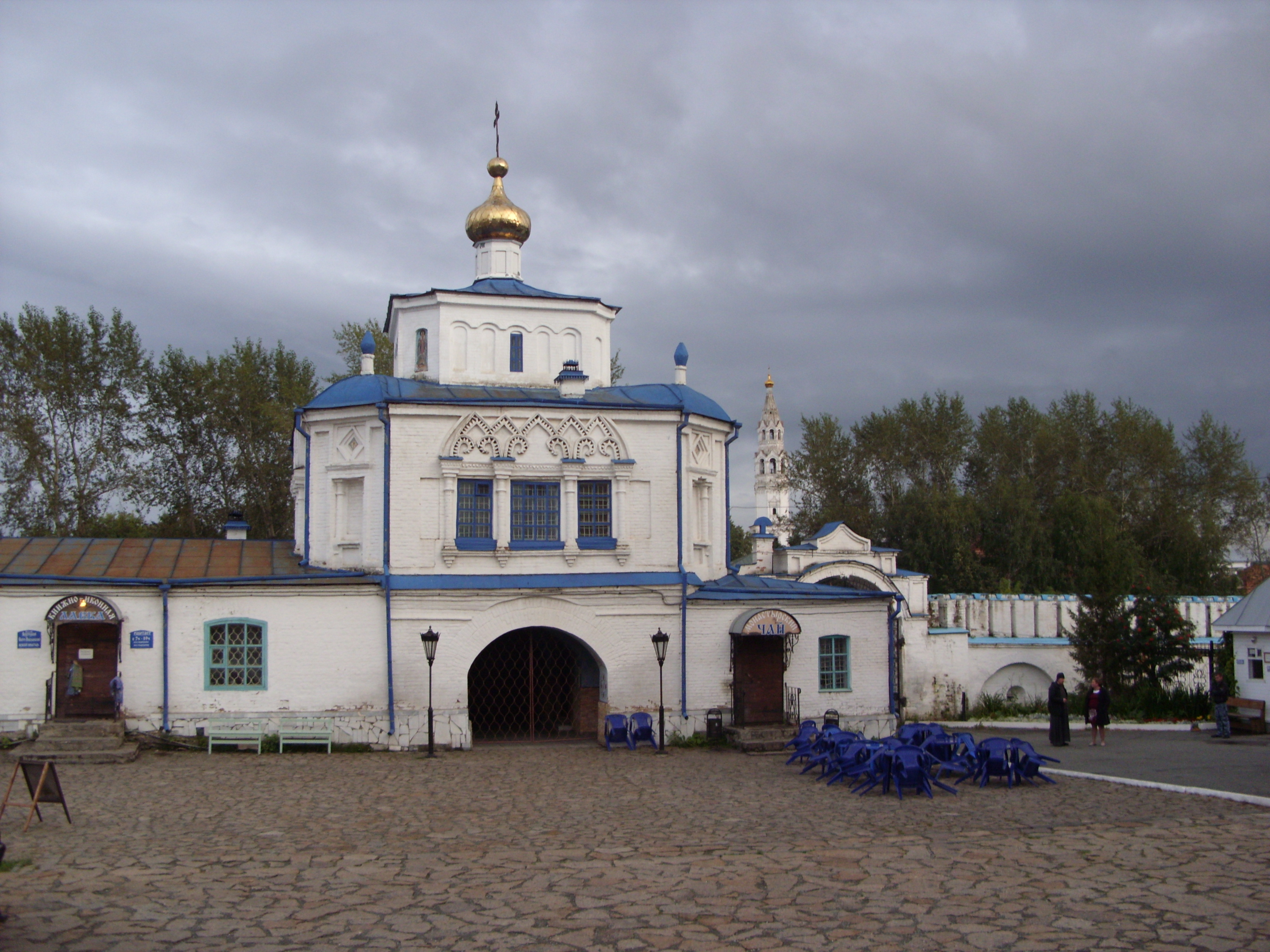
Cerkiew Świętych Symeona i Anny

Od 1853, z racji znacznej liczby powołań, klasztor został przeniesiony z III do II klasy, co oznaczało finansowanie przez państwo osiemnastu mnichów. Od 1894 w monasterze obowiązywała reguła cenobityczna (do tej pory klasztor był idiorytmiczny) wzorowana na ustawie Monasteru Koniewskiego. Nad jej wprowadzeniem czuwali mnisi z Monasteru Wałaamskiego, na czele z archimandrytą Hiobem (Briuchowem), który w latach 1894–1899 był przełożonym klasztoru. Jego następca, archimandryta Arefa, kontynuował prace nad rozbudową kompleksu monasterskiego, w tym otworzył w nim pracownie malarską, plecionkarską, krawiecką, szewską i stolarską. Przy monasterze funkcjonowała dwuklasowa szkoła parafialna, oferująca uczniom dodatkowo naukę zawodu w jednej z klasztornych pracowni, jak również szpital dla 15 osób. W 1913 zamieszkany przez 190 mnichów klasztor został zaliczony do monasterów I klasy. 
W 1913 w monasterze odbyło się poświęcenie nowego soboru Podwyższenia Krzyża Pańskiego, największej świątyni w eparchii. We wnętrzu obiektu znajdowały się dwa fajansowe ikonostasy, tam też przeniesiono relikwie św. Symeona Wierchoturskiego. W czasie I wojny światowej mnisi otworzyli przy monasterze przytułek dla sierot po poległych rosyjskich żołnierzach z 25 miejscami oraz zamienili dom pielgrzyma na drugi szpital z 30 łóżkami. W zabudowaniach klasztornych rozlokowano także ok. 500 austriackich i niemieckich jeńców wojennych oraz udostępniono pomieszczenia mieszkalne dla rodzin bieżeńców. 
Po rewolucji październikowej monaster zajęły uzbrojone jednostki bolszewickie, 41 mnichów zostało zmobilizowanych. 7 sierpnia 1918 żołnierze bolszewiccy otworzyli relikwiarz Symeona Wierchoturskiego. Po wycofaniu się czerwonych w październiku tego samego roku w klasztorze kwaterował sztab jednego z pułków armii adm. Kołczaka. W 1919 w monasterze pozostawało 145 mnichów, którzy w lipcu tego roku opuścili zabudowania razem z wycofującymi się białymi. Większość z nich zdecydowała się jednak na powrót do klasztoru w roku następnym. Formalnie wspólnota została zlikwidowana przez władze radzieckie, jednak cerkiew monasterska pozostała czynna jako parafialna, zaś mnisi zamieszkali w dotychczasowym budynku. W 1920 władze zabroniły pielgrzymowania do relikwii św. Symeona Wierchoturskiego. W 1921 w klasztorze pozostawało jeszcze 43 mnichów. Od wymienionego roku następowała stopniowa konfiskata majątku monasteru. Część jego obiektów przejęło wojsko, klasztor podległ również akcji konfiskaty cerkiewnego majątku ruchomego w 1922. W 1924, gdy mnisi odmówili podporządkowania się Żywej Cerkwi, wspólnota została ostatecznie rozproszona. Na terenie byłego monasteru urządzona została kolonia karna dla przestępców nieletnich. 
Eparchia swierdłowska Rosyjskiego Kościoła Prawosławnego odzyskała kompleks klasztorny z cerkwiami Świętych Symeona i Anny, Przemienienia Pańskiego i Podwyższenia Krzyża Pańskiego w 1990. Pierwszym przełożonym reaktywowanej wspólnoty został ihumen Tichon (Zatiokin). W 1991 monaster był zamieszkiwany przez sześciu mnichów, w grudniu 2003 – przez 24 mnichów i 20 świeckich pracowników. W 1990 arcybiskup swierdłowski Melchizedek wyświęcił ponownie cerkiew Świętych Symeona i Anny, zaś w 1992 i 1999 – odpowiednio cerkwie Przemienienia Pańskiego i Podwyższenia Krzyża Pańskiego. Odremontowane zostały również inne obiekty klasztorne.

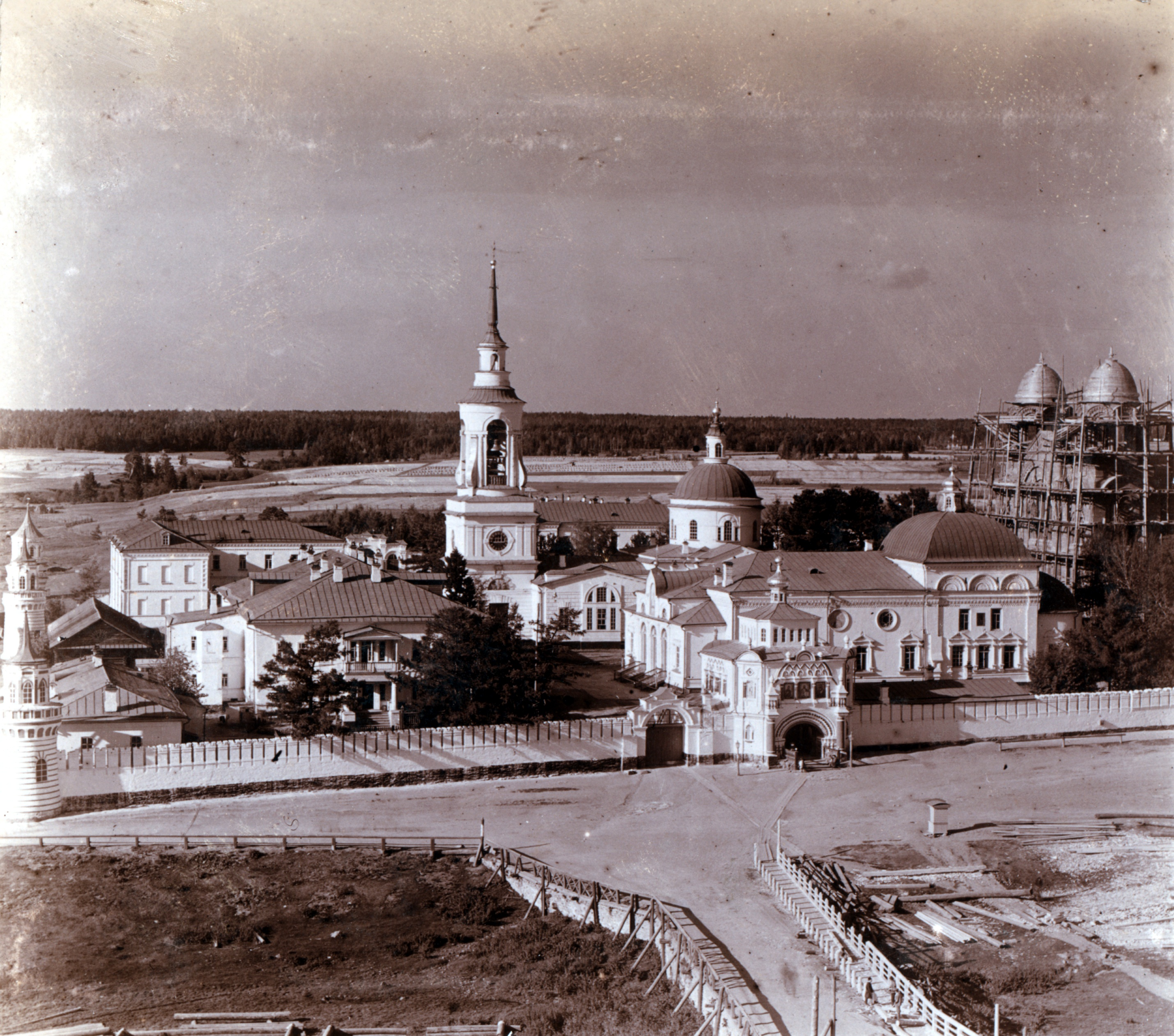
Monaster św. Mikołaja w 1910